# Stenoterommata leporina
Stenoterommata leporina is een spinnensoort in de taxonomische indeling van de bruine klapdeurspinnen (Nemesiidae).
Stenoterommata leporina werd in 1891 beschreven door Simon.